# Heptathela nishikawai
Heptathela nishikawai ONO, 1998 è un ragno appartenente al genere Heptathela della famiglia Liphistiidae.
Il nome del genere deriva dal greco ἐπτά, heptà, cioè 7, ad indicare il numero delle ghiandole delle filiere che possiedono questi ragni, e dal greco θηλή, thelè, che significa capezzolo, proprio ad indicare la forma che hanno le filiere stesse.
Il nome proprio proviene dal professor Yoshiaki Nishikawa, aracnologo dell'Università di Ohtemon-Gakuin, della città di Osaka, in onore del quale è stata denominata.

## Caratteristiche
Ragno primitivo appartenente al sottordine Mesothelae: non possiede ghiandole velenifere, ma i suoi cheliceri possono infliggere morsi piuttosto dolorosi
Questa specie ha due spermateche di forma bilobata, con processi secondari laterali, e per queste sue caratteristiche, nell'ambito di questo genere, è stata classificata nel Gruppo B dall'aracnologo Hirotsugu Ono insieme a H. kimurai, H. amamiensis, H. kanenoi, H. kikuyai, H. yakushimaensis, H. yaginumai, H. higoensis e H. yanbaruensis.

## Distribuzione
Rinvenuta nella prefettura giapponese di Kumamoto, sull'isola di Kyūshū.